# Isekai
Isekai (異世界 "anden verden") er en genre i japanske light novels, manga, anime og videospil, hvor en normal person fra Jorden bliver transporteret til, genfødt i eller fanget i et parallelt univers, typisk en fantasy-verden. I mange tilfælde findes universet i forvejen i hovedpersonens verden som et fiktivt univers, men det kan også være ukendt for vedkommende, som det er tilfældet i Sonic X. Det nye univers kan være en fuldstændig anderledes verden, hvor det kun er hovedpersonen, der kan huske sit tidligere liv, som i Saga of Tanya the Evil, eller det kan være et, de er reinkarneret i. Det kan også være at en hidtil virtuel verden bliver virkelig som i Log Horizon and Overlord.

## Karakteristikker
Genren kan deles i de to typer "overgang til en anden verden" (異世界転移 isekai teni) og "reinkarnation i en anden verden" (異世界転生 isekai tensei). I den første kommer hovedpersonen til en anden verden, for eksempel ved at rejse til den, blive bragt dertil på magisk vis eller tage kontrol over en anden skabning. Det var mere almindeligt før i tiden. I den anden dør hovedpersonen i sin oprindelige verden og bliver genfødt i en anden verden. Det er mere almindeligt i nyere værker.
I nogle værker er hovedpersonen en arbejdsløs, en indesluttet person eller en, der spiller videospil som i No Game No Life, der kan få succes i den nye fantasy-verden ved hjælp af de evner og viden, de ikke havde gavn af i den oprindelige verden. Eller de har måske specielle evner eller udstyr, så som en spillekontrol som kun de har adgang til. Deres kræfter kan række fra fantastiske magiske evner, der overgår alle andre som i In Another World with My Smartphone, til det relativt svage som i Re:Zero, hvor hovedpersonen ikke får særlige kræfter udover evnen til at overleve døden i en form for tidssløjfe.
Hovedpersonen i et isekai-værk er typisk "den udvalgte", men der har været mange andre måder at gøre tingene på. I Drifters er de personer, der kommer til fantasy-verdenen, for eksempel historiske generaler og andre krigere, der er mere brutale end verdenens egne indbyggere. Og i That Time I Got Reincarnated as a Slime starter hovedpersonen som et dråbelignende monster med specielle evner i stedet for som menneske. Nogle historier omfatter folk, der bliver reinkarneret som usædvanlige ikke-aktive ting, så som et magisk onsen. Andre der er kendt som "omvendt isekai" følger personer fra et fantasy-univers, der bliver genfødt på nutidens Jorden, som i Laidbackers.

## Historie
Konceptet har sin i oprindelse i gammel japansk litteratur, især det velkendte folkeeventyr om Urashima Tarou, som mange isekai-forfattere voksede op med. Det handler om fiskeren Urashima Tarou, der redder en skildpadde og bliver bragt til et vidunderligt undersøisk kongerige. Men historien har et twist: efter at have tilbragt hvad han tror er fire til fem dage der, vender han tilbage til sin landsby blot for at opdage, at han er kommet 300 år ind i fremtiden. Folkeeventyret blev omsat til en af de første animefilm, Seitaro Kitayamas Urashima Tarou, i 1918. Men selvom begrebet "isekai" er relativt nyt i brug om genren, så minder det meget om berømte fantasyhistorier fra engelsk litteratur, herunder romanerne Alice i Eventyrland (1865), Troldmanden fra Oz (1900), Peter Pan (1902) and Narnia-fortællingerne (1950) - en undergenre af fantasy som på engelsk kaldes 'portal fantasy'.
Tidlige anime og mangaer, der kunne klassificeres som isekai, omfatter Aura Battler Dunbine (fra 1983), Fushigi Yuugi (fra 1992) og El-Hazard (fra 1995), hvor hovedpersonerne forbliver omtrent sig selv, da de kommer til en anden verden. Andre isekai-titler fra 1990'erne omfatter romanen og animeserierne The Twelve Kingdoms (fra 1992) og Magic Knight Rayearth (fra 1993). Animefilmen Chihiro og heksene (2002) var den første verdenskendte isekai-animefilm, selvom begrebet isekai ikke var almindeligt brugt på det tidspunkt.
.hack-franchisen (fra 2002) var en af de første til at præsentere isekai-konceptet som en faktisk virtuel verden, hvilket Sword Art Online (også fra 2002) fulgte op på. En populær isekai-light novel og -animeserie i 2000'erne var Zero no Tsukaima, hvor den mandlige hovedperson Saito fra det moderne Japan bliver bragt til en fantasy-verden af den kvindelige hovedperson Louise.
I senere titler som Knight's & Magic (fra 2010) og The Saga of Tanya the Evil (fra 2013) dør de respektive hovedpersoner og bliver reinkarneret i en anden verden.
Genren blev efterhånden så populær, at en japansk novellekonkurrence, der blev arrangeret af Bungaku Free Market og Shousetsuka ni Narou i 2016, bandlyste alle isekai-bidrag. Udgiveren  Kadokawa bandlyste også isekai-historier i deres egen konkurrence om noveller i manga-/anime-stil i 2017.